# AZF (groupe armé)
Pour les articles homonymes, voir AZF.
AZF est la signature de plusieurs menaces d'attentats contre le réseau ferroviaire de la société française SNCF à partir du 11 décembre 2003, avec une demande de rançon d'un million d'euros et de quatre millions de dollars US.
Malgré des enquêtes menées dans plusieurs directions, aucune arrestation n'a lieu pendant de nombreuses années.

## Histoire
L'affaire débute le 11 décembre 2003. Une lettre est adressée au ministère de l'Intérieur ainsi qu'à la présidence de la République française. Dans ce courrier, AZF se décrit comme un « groupe de pression à caractère terroriste secrètement créé au sein d'une confrérie laïque à spécificité éthique et politique ».
Dans une seconde lettre, AZF déclare avoir déposé une dizaine de bombes sur le réseau ferroviaire français. Le groupe demande une rançon d'un million d'euros et de quatre millions de dollars US en coupures usagées. Afin de ne pas perturber l'action de la police, le ministère de l'Intérieur demande à la presse française de garder le silence mais l'affaire est finalement révélée au début du mois de mars par la Dépêche du Midi,.

## Évènements
Le 21 février 2004, une bombe qui contient un mélange de fioul et de nitrate d'ammonium, est retrouvée sur la ligne Paris-Toulouse dans la commune de Folles au nord de Limoges, sur les indications du groupe terroriste qui en donne les coordonnées géographiques. Elle est découverte juste à côté d'un embranchement de voie ferrée menant à un site de stockage d'uranium.
L'engin explosif étant suffisamment puissant pour endommager la voie ferrée, des négociations secrètes débutent entre AZF et la police. À la demande du groupe terroriste, des messages sont publiés par la police dans le journal Libération via des petites annonces codées sous les pseudonymes « Suzy » — Sarkozy est à l'époque ministre de l'Intérieur — et « Mon gros loup » désignant AZF,.
Le lieu de dépôt de la rançon est d'abord le sommet de la tour Montparnasse, mais le 1er mars 2004, une femme indique par téléphone un autre emplacement aux environs de l'aéroport de Montargis ; la rançon doit être larguée par hélicoptère sur une bâche. Pour la remise de la rançon, un dispositif important est déployé : 500 policiers, plusieurs hélicoptères, un avion des Douanes, six hommes d'assaut prêts à intervenir et un avion radar Awacs protégé par deux avions de chasse. La transaction échoue, la bâche n'étant trouvée que le lendemain et aucun membre du groupe terroriste n'est interpellé,.
Quelques jours plus tard, 10 000 cheminots sont mobilisés pour examiner, à pied, les 32 000 km de voies que compte le réseau ferré français. Le 24 mars, une deuxième bombe est trouvée près de Troyes, à Montiéramey sur la ligne Paris-Bâle, sans qu'il soit formellement possible de lier l'engin explosif, dysfonctionnel, au groupe AZF,.
Au même moment, le groupe déclare une trêve unilatérale et déclare dans un dernier courrier : « conscient de ses faiblesses technologiques, logistiques et autres, AZF suspend son action durant le temps nécessaire pour y remédier » puis conclu « Sans rancune et à bientôt ! ». La divulgation de l'affaire dans la presse et les attentats de Madrid du 11 mars 2004 auraient perturbé les plans d'AZF qui interrompt son chantage et ses communications.
Après deux rendez-vous fixés pour la remise de rançon (à chaque fois avortée), cinq coups de fil passés depuis des cabines téléphoniques, neuf courriers et une mobilisation policière sans précédent (450 hommes issus de cinq services différents), l'affaire n'est pas élucidée à cette époque.

## Enquête
Le 18 février 2004, l'enquête est confiée aux juges antiterroristes Jean-Louis Bruguière et Philippe Coirre. Plusieurs pistes sont explorées.
La police s'intéresse à un couple d'aviateurs dont les déplacements concordent avec certains lieux de l'affaire. La femme effectue souvent des liaisons entre Lognes et Vimory, des lieux déjà cités dans les communications de AZF. Elle se trouve également à Orléans lorsque le groupe y poste une lettre. L'homme est vu à Troyes où la seconde bombe est trouvée. Mis en garde à vue, ils sont finalement relâchés ; l'enquête démontre que ces déplacements ne sont que coïncidences. Certains éléments semblent aussi incriminer un groupe ésotérique (l'Ucer, Union de conférenciers pour l'encouragement de la recherche) mais cette piste n'aboutit pas.
Le mobile du groupe terroriste est aussi analysé. Les enquêteurs émettent l'hypothèse qu'AZF désire ridiculiser Nicolas Sarkozy, alors ministre de l'Intérieur et ayant déjà déclaré son intérêt à être candidat à la prochaine élection présidentielle.

### Arrestations
Le 26 juin 2018, soit plus de 14 ans après les faits, trois personnes sont arrêtées sur dénonciation par la sous-direction anti-terroriste de la police judiciaire dans l'Yonne, le Loiret et la Seine-et-Marne. Il s'agit de trois anciens membres de BioFontaine, une petite entreprise de traitement de l’eau de Champcevrais dans l’Yonne : Michel D., le chef d'entreprise, Perrine R., commerciale, et George P., soudeur. Les deux premiers reconnaissent les faits au cours de leur garde à vue, ils sont mis en examen pour « association de malfaiteurs terroristes », « infraction à la législation sur les explosifs » et pour « menace de destruction par un moyen dangereux », à chaque fois en relation avec une entreprise terroriste. Le troisième est relâché,.
Le mobile crapuleux est privilégié en raison de l'endettement de l'entreprise, le groupe réclamant une rançon de quatre millions de dollars et un million d'euros pour ne pas faire exploser les bombes dans la région de Toulouse, lieu où habite le client principal de l'entreprise qui lui a fait défaut et l'a mis en grande difficulté financière.
Le 12 mars 2019, deux personnes septuagénaires (nées en 1944 et en 1941) sont interpellées dans l'Yonne et la Haute-Savoie par la sous-direction anti-terroriste. Elles sont soupçonnées d'avoir participé à la fabrication des engins explosifs et sont considérés comme des « relations » du chef de l'entreprise BioFontaine. Ces deux personnes sont par la suite remises en liberté.

## Procès
Le procès prévu en juin 2023 est reporté au 13 février 2024 soit vingt ans après les faits. Le chef d'entreprise et sa collaboratrice sont jugés devant le tribunal judiciaire de Paris. Ils sont condamnés respectivement à cinq ans et trois ans de prison dont un an de sursis. Ils doivent, en outre, payer 5,8 millions d'euros à la SNCF, en compensation du préjudice matériel subi.
Ils prévoient de faire appel.

## Affaires similaires
Dans le cadre de l'enquête, la police française contacte la police tchèque qui, en mars 2003, est confrontée au même type de chantage dans la région d'Olomouc.
En France, en juillet puis en octobre 2004, un groupe AZF menace une importante société de produits cosmétiques, des fabricants de confiseries, ainsi qu'une société de sodas, d'empoisonner leurs produits si une rançon ne lui est pas remise. Les enquêteurs doutent qu'il s'agisse du même groupe AZF,.
Le 15 mars 2005, les autorités françaises reçoivent des courriers d'un groupe AZF menaçant de faire exploser des bombes si une « subvention » ne lui est pas versée. Sans viser particulièrement le réseau ferré, le groupe fait référence aux attentats de Madrid qui ont lieu l'année précédente et avertit l'État : « épargnez-vous la tragédie madrilène ». À la suite de ces menaces, une enquête est ouverte, distincte de celle des évènements de 2004 car rien n'indique qu'il s'agisse du même groupe AZF.
En mars 2007, la circulation des trains sur la ligne Bordeaux-Lyon est interrompue à la suite d'une lettre anonyme qui informe qu'une bombe est posée sur le viaduc proche de Busseau-sur-Creuse. Le courrier est signé AZF mais de par sa forme, les enquêteurs ne pensent pas qu'il soit le fait du groupe AZF original.